# توراج (مدينة)
توراج (مدينة). هي مدينة صناعية لليتوانيا، و عاصمة مقاطعة توراج .
في عام 2011، كان عدد سكانها 26 444. تقع على نهر جورا، بالقرب من الحدود مع القطاع كالينينغراد، ليست بعيدة عن ساحل بحر البلطيق.

## توأمة
لتوراج (مدينة) اتفاقيات توأمة مع كل من:
- زيستابوني
- Bełchatów [الإنجليزية]‏
- Ostróda [الإنجليزية]‏
- ريدشتات
- سوفتسك

## أعلام
- توراس جوغولا
- أرتوراس ميلاكنيس

## روابط خارجية
- Municipal website (بالليتوانية)
- Randburg.com
- Aerial photo from January, 1945
- The murder of the Jews of Tauragė during الحرب العالمية الثانية, at ياد فاشيم website.